# Schlüsselzahlen

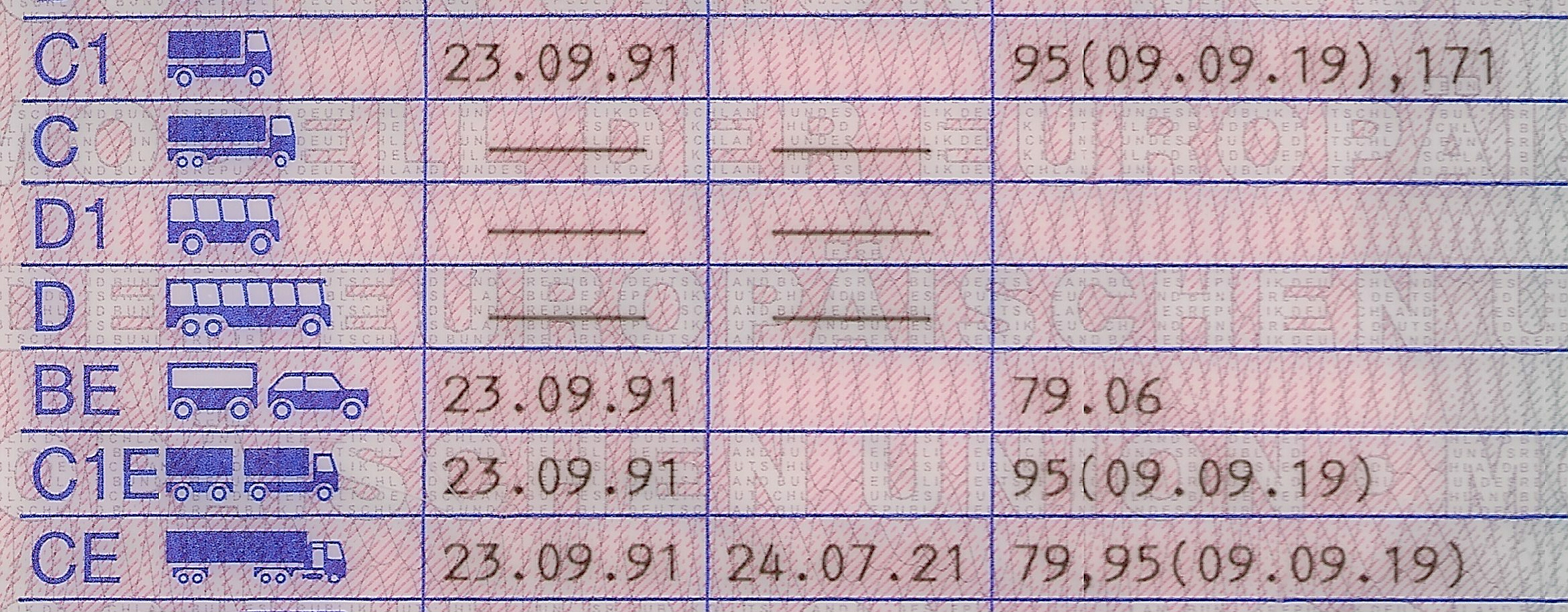
Verschiedene Schlüsselzahlen auf der Rückseite eines deutschen EU-Kartenführerscheins in Spalte 12 (rechts)

Schlüsselzahlen sind Kodierungen mittels Zuordnungen von Bedeutungen zu Zahlenwerten.

## Fahrerlaubnisrecht
Teil der amtlichen Zulassung von Personen zum Straßenverkehr in der Europäischen Union. Sie sind auf der Rückseite eines EU-Führerscheins in der Spalte 12 eingetragen. Die dort jeweils eingetragenen Schlüsselzahlen zeigen an, ob und welche Beschränkungen der Fahrerlaubnis oder Auflagen für den betreffenden Führerscheininhaber bestehen.
Rechtsgrundlage für solche Beschränkungen und Auflagen ist seit der europäischen Harmonisierung des Fahrerlaubnisrechts am 1. Januar 1999 die Richtlinie des Rates vom 29. Juli 1991 über den Führerschein, und der Neufassung vom 20. Dezember 2006 die Richtlinie 2006/126/EG über den Führerschein (Neufassung), in deren Anlage I die harmonisierten Gemeinschaftscodes mit den Kennnummern 01 bis 99 aufgelistet sind.
Für einen Teil der Schlüsselzahlen gibt es lediglich den zweistelligen „Hauptschlüssel“, für andere eine weiter differenzierte Unterteilung mit ebenfalls zweistelligen Unterschlüsseln. Für einen Teil der Auflagen und Beschränkungen ist es den einzelnen Staaten freigestellt, die Unterschlüssel zu benutzen oder wegzulassen, für andere Teile ist jedoch die Benutzung der Unterschlüssel Pflicht für alle Staaten.
Neben den harmonisierten Gemeinschaftscodes können die Staaten zusätzliche nationale Sonderschlüssel verwenden. Diese haben dreistellige Hauptschlüsselziffern und fallweise auch Unterschlüssel mit zwei Ziffernstellen. Sie gelten nur im jeweiligen Inland.

Während die EU-Richtlinie die gemeinsamen Codes festlegt, wird deren eigentliche Ausführung durch jeweilige nationale Rechtsverordnungen bestimmt. In Deutschland ist dies die Fahrerlaubnis-Verordnung (FeV), deren § 23 in Absatz (2) besagt: 

„Ist der Bewerber nur bedingt zum Führen von Kraftfahrzeugen geeignet, kann die Fahrerlaubnisbehörde die Fahrerlaubnis so weit wie notwendig beschränken oder unter den erforderlichen Auflagen erteilen. Die Beschränkung kann sich insbesondere auf eine bestimmte Fahrzeugart oder ein bestimmtes Fahrzeug mit besonderen Einrichtungen erstrecken.“

Die in Deutschland verwendeten Schlüsselzahlen sind in der Anlage 9 (zu § 25 Abs. 3 der FeV) aufgeführt, in Österreich sind die „Zahlencodes“ in der Führerscheingesetz-Durchführungsverordnung (FSG-DV) BGBl. II Nr. 320/1997 enthalten.
Die folgende Tabelle stellt den Wortlaut der EG-Richtlinie und die in Deutschland sowie Österreich verwendeten Codes und ihre ggf. abweichenden Formulierungen gegenüber.

### Harmonisierte Gemeinschaftscodes
| Schlüsselzahl | Wortlaut Richtlinie 2006/126/EG                                                                                                  | In der Fahrerlaubnisverordnung FeV Deutschland                                                                                          | In der Führerscheingesetz- Durchführungsverordnung Österreich                                                       |
| ------------- | --- | --- | --- |
|               | FAHRER (medizinische Gründe) | - kein Eintrag – | LENKER (medizinische Gründe)                                                                                        |
| 01            | Korrektur des Sehvermögens und/oder Augenschutz                                                                                  | Korrektur des Sehvermögens und/oder Augenschutz                                                                                         | Korrektur des Sehvermögens und/oder Augenschutz                                                                     |
| 01.01         | Brillen | Brille | Brillen |
| 01.02         | Kontaktlinsen | Kontaktlinsen | Kontaktlinsen |
| 01.03         | Schutzgläser | Schutzbrille | Schutzgläser |
| 01.04         | Opakgläser | – nicht verwendet – | Opakgläser |
| 01.05         | Augenschutz | Augenschutz | Augenschutz |
| 01.06         | Brille oder Kontaktlinsen | Brille oder Kontaktlinsen | Brillen oder Kontaktlinsen                                                                                          |
| 01.07         | Spezifische optische Hilfe | Spezifische optische Hilfe | Spezifische optische Hilfe                                                                                          |
| 02.           | Hörprothese/Kommunikationshilfe                                                                                                  | Hörhilfe/Kommunikationshilfe | Hörprothese/Kommunikationshilfe                                                                                     |
| 02.01         | Hörprothese an einem Ohr | – nicht verwendet – | Hörprothese an einem Ohr                                                                                            |
| 02.02         | Hörprothese an beiden Ohren | – nicht verwendet – | Hörprothese an beiden Ohren                                                                                         |
| 03.           | Prothese/Orthese der Gliedmaßen                                                                                                  | Prothese/Orthese der Gliedmaßen | Prothese/Orthese der Gliedmaßen                                                                                     |
| 03.01         | Prothese/Orthese der Arme | Prothese/Orthese der Arme | Prothese/Orthese der Arme                                                                                           |
| 03.02         | Prothese/Orthese der Beine | Prothese/Orthese der Beine | Prothese/Orthese der Beine                                                                                          |
| 05            | Beschränkte Gültigkeit (verpflichtender Gebrauch von Untercodes, das Fahren unterliegt Beschränkungen aus medizinischen Gründen) | weggefallen, vormals: Fahrbeschränkung aus medizinischen Gründen                                                                        | Beschränkte Gültigkeit                                                                                              |
| 05.01         | Beschränkung auf Fahrten bei Tag (zum Beispiel: eine Stunde nach Sonnenaufgang und eine Stunde vor Sonnenuntergang)              | weggefallen, vormals: Nur bei Tageslicht - ersetzt durch Schlüsselzahl 61 -                                                             | Beschränkung auf Fahrten bei Tag (zum Beispiel: eine Stunde nach Sonnenaufgang und eine Stunde vor Sonnenuntergang) |
| 05.02         | Beschränkung auf Fahrten in einem Umkreis von … km des Wohnsitzes oder innerorts …/innerhalb der Region                          | weggefallen, vormals: In einem Umkreis von … km des Wohnsitzes oder innerorts …/innerhalb der Region - ersetzt durch Schlüsselzahl 62 - | Beschränkung auf Fahrten in einem Umkreis von … km des Wohnsitzes oder innerorts …/innerhalb der Region             |
| 05.03         | Fahren ohne Beifahrer | weggefallen, vormals: Ohne Beifahrer / Sozius - ersetzt durch Schlüsselzahl 63 -                                                        | Fahren ohne Beifahrer /Mitfahrer                                                                                    |
| 05.04         | Beschränkt auf höchstzulässige Geschwindigkeit von nicht mehr als … km/h                                                         | weggefallen, vormals: Beschränkt auf eine höchstzulässige Geschwindigkeit von nicht mehr als … km/h - ersetzt durch Schlüsselzahl 64 -  | Beschränkt auf höchstzulässige Geschwindigkeit von nicht mehr als … km/h                                            |
| 05.05         | Fahren nur mit Beifahrer, der im Besitz eines Führerscheins sein muss                                                            | weggefallen, vormals: Fahren nur mit Beifahrer, der im Besitz der Fahrerlaubnis ist - ersetzt durch Schlüsselzahl 65 -                  | Fahren nur mit Beifahrer, der im Besitz eines Führerscheins sein muss                                               |
| 05.06         | Ohne Anhänger | weggefallen, vormals: Ohne Anhänger - ersetzt durch Schlüsselzahl 66 -                                                                  | Ohne Anhänger |
| 05.07         | Fahren auf Autobahnen nicht erlaubt                                                                                              | weggefallen, vormals: Nicht gültig auf Autobahnen - ersetzt durch Schlüsselzahl 67 -                                                    | Fahren auf Autobahnen nicht erlaubt                                                                                 |
| 05.08         | Kein Alkohol | weggefallen, vormals: Kein Alkohol - ersetzt durch Schlüsselzahl 68 -                                                                   | Kein Alkohol |

| Schlüsselzahl | Wortlaut Richtlinie 2006/126/EG i. V. m. 2012/36/EU                                                                                | In der Fahrerlaubnisverordnung FeV Deutschland | In der Führerscheingesetz- Durchführungsverordnung Österreich                                                                      |
| ------------- | --- | --- | --- |
|               | FAHRZEUGANPASSUNGEN | - kein Eintrag – | FAHRZEUGANPASSUNGEN |
| 10            | Angepasste Schaltung | Angepasste Schaltung | Angepasste Schaltung |
| 10.01         | Handschaltung | – nicht verwendet – | Handschaltung |
| 10.02         | Fahrzeuge ohne Kupplungspedal (oder Schalthebel bei Fahrzeugen der Klassen A oder A1)                                              | – nicht verwendet – | Fahrzeuge ohne Kupplungspedal (oder Schalthebel bei Fahrzeugen der Klassen A oder A1)                                              |
| 10.03         | Elektronisches Wechselgetriebe | – nicht verwendet – | Elektronisches Wechselgetriebe |
| 10.04         | Anpassung des Schalthebels | – nicht verwendet – | Anpassung des Schalthebels |
| 10.05         | Zusätzliches Kraftübertragungsgetriebe nicht erlaubt                                                                               | – nicht verwendet – | Zusätzliches Kraftübertragungsgetriebe nicht erlaubt                                                                               |
| 15            | Angepasste Kupplung | Angepasste Kupplung | Angepasste Kupplung |
| 15.01         | Angepasstes Kupplungspedal | – nicht verwendet – | Angepasstes Kupplungspedal |
| 15.02         | Handkupplung | – nicht verwendet – | Handkupplung |
| 15.03         | Automatische Kupplung | – nicht verwendet – | Automatische Kupplung |
| 15.04         | Trennwand vor abgeteiltem/ heruntergeklapptem Kupplungspedal                                                                       | – nicht verwendet – | Trennwand vor abgeteiltem/ heruntergeklapptem Kupplungspedal                                                                       |
| 20            | Angepasste Bremsmechanismen | Angepasste Bremsmechanismen | Angepasste Bremsmechanismen |
| 20.01         | Angepasstes Bremspedal | – nicht verwendet – | Angepasstes Bremspedal |
| 20.02         | Verbreitertes Bremspedal | – nicht verwendet – | Verbreitertes Bremspedal |
| 20.03         | Bremspedal geeignet für Gebrauch mit dem linken Fuß                                                                                | – nicht verwendet – | Bremspedal geeignet für Gebrauch mit dem linken Fuß                                                                                |
| 20.04         | Bremspedal (Fußraste) | – nicht verwendet – | Bremspedal (Fußraste) |
| 20.05         | Bremspedal (Kipppedal) | – nicht verwendet – | Bremspedal (Kipppedal) |
| 20.06         | Angepasste Handbremse | – nicht verwendet – | Angepasste Handbremse |
| 20.07         | Betriebsbremse mit verstärkter Servobremse                                                                                         | – nicht verwendet – | Betriebsbremse mit verstärkter Servobremse                                                                                         |
| 20.08         | Verstärkte Hilfsbremse, in die Betriebsbremse integriert                                                                           | – nicht verwendet – | Verstärkte Hilfsbremse, in die Betriebsbremse integriert                                                                           |
| 20.09         | Angepasste Feststellbremse | – nicht verwendet – | Angepasste Feststellbremse |
| 20.10         | Feststellbremse mit elektrischer Bedienung                                                                                         | – nicht verwendet – | Feststellbremse mit elektrischer Bedienung                                                                                         |
| 20.11         | (Angepasste) Feststellbremse mit Fußbedienung                                                                                      | – nicht verwendet – | (Angepasste) Feststellbremse mit Fußbedienung                                                                                      |
| 20.12         | Trennwand vor abgenommenem/ heruntergeklapptem Bremspedal                                                                          | – nicht verwendet – | Trennwand vor abgenommenem/ heruntergeklapptem Bremspedal                                                                          |
| 20.13         | Mit dem Knie betriebene Bremse | – nicht verwendet – | Mit dem Knie betriebene Bremse |
| 20.14         | Elektrisch betriebene Bremse | – nicht verwendet – | Elektrisch betriebene Bremse |
| 25.           | Angepasste Beschleunigungsmechanismen                                                                                              | Angepasste Beschleunigungsmechanismen | Angepasste Beschleunigungsmechanismen                                                                                              |
| 25.01         | Angepasstes Gaspedal | – nicht verwendet – | Angepasstes Gaspedal |
| 25.02         | Gaspedal (Fußraste) | – nicht verwendet – | Gaspedal (Fußraste) |
| 25.03         | Gaspedal (Kipppedal) | – nicht verwendet – | Gaspedal (Kipppedal) |
| 25.04         | Handgas | – nicht verwendet – | Handgas |
| 25.05         | Beschleunigung mit dem Knie | – nicht verwendet – | Beschleunigung mit dem Knie |
| 25.06         | Servogas (elektronisches, pneumatisches usw.)                                                                                      | – nicht verwendet – | Servogas (elektronisches, pneumatisches usw.)                                                                                      |
| 25.07         | Gaspedal links vom Bremspedal | – nicht verwendet – | Gaspedal links vom Bremspedal |
| 25.08         | Gaspedal links | – nicht verwendet – | Gaspedal links |
| 25.09         | Trennwand vor abgenommenem/ heruntergeklapptem Gaspedal                                                                            | – nicht verwendet – | Trennwand vor abgenommenem/ heruntergeklapptem Gaspedal                                                                            |
| 30            | Angepasste kombinierte Gas- und Bremsmechanismen                                                                                   | weggefallen, vormals: Angepasste kombinierte Brems- und Beschleunigungsmechanismen - ersetzt durch Schlüsselzahl 32, ggf. in Kombination mit Schlüsselzahl 20 und/oder 25 - | Angepasste kombinierte Gas- und Bremsmechanismen                                                                                   |
| 30.01         | Parallelpedale | – nicht verwendet – | Parallelpedale |
| 30.02         | Pedale auf der gleichen oder fast gleichen Ebene                                                                                   | – nicht verwendet – | Pedale auf der gleichen oder fast gleichen Ebene                                                                                   |
| 30.03         | Handgas und Handbremse mit Gleitschiene                                                                                            | – nicht verwendet – | Handgas und Handbremse mit Gleitschiene                                                                                            |
| 30.04         | Handgas und Handbremse mit Gleitschiene mit Orthese                                                                                | – nicht verwendet – | Handgas und Handbremse mit Gleitschiene mit Orthese                                                                                |
| 30.05         | Abgenommenes/heruntergeklapptes Gas- und Bremspedal                                                                                | – nicht verwendet – | Abgenommenes/heruntergeklapptes Gas- und Bremspedal                                                                                |
| 30.06         | Bodenerhöhung | – nicht verwendet – | Bodenerhöhung |
| 30.07         | Trennwand seitlich des Bremspedals                                                                                                 | – nicht verwendet – | Trennwand seitlich des Bremspedals                                                                                                 |
| 30.08         | Trennwand seitlich des Bremspedals mit Prothese                                                                                    | – nicht verwendet – | Trennwand seitlich des Bremspedals mit Prothese                                                                                    |
| 30.09         | Trennwand vor Gas- und Bremspedal                                                                                                  | – nicht verwendet – | Trennwand vor Gas- und Bremspedal                                                                                                  |
| 30.10         | Mit Fersen-/Beinstütze | – nicht verwendet – | Mit Fersen-/Beinstütze |
| 30.11         | Elektrisch betriebene Beschleunigung und Bremse                                                                                    | – nicht verwendet – | Elektrisch betriebene Beschleunigung und Bremse                                                                                    |
| 35.           | Angepasste Bedienvorrichtungen (Schalter für Licht, Scheibenwischer/-waschanlage, akustisches Signal, Fahrtrichtungsanzeiger usw.) | Angepasste Bedienvorrichtungen | Angepasste Bedienvorrichtungen (Schalter für Licht, Scheibenwischer/-waschanlage, akustisches Signal, Fahrtrichtungsanzeiger usw.) |
| 35.01         | Bedienung der Schaltvorrichtungen ohne die Lenkung und die Bedienung nachteilig zu beeinflussen                                    | – nicht verwendet – | Bedienung der Schaltvorrichtungen ohne die Lenkung und die Bedienung nachteilig zu beeinflussen                                    |
| 35.02         | Bedienung der Schaltvorrichtungen ohne das Lenkrad/Zubehör (Drehknopf, Drehgabel usw.) loszulassen                                 | – nicht verwendet – | Bedienung der Schaltvorrichtungen ohne das Lenkrad/Zubehör (Drehknopf, Drehgabel usw.) loszulassen                                 |
| 35.03         | Bedienung der Schaltvorrichtungen mit der linken Hand, ohne das Lenkrad/Zubehör (Drehknopf, Drehgabel usw.) loszulassen            | – nicht verwendet – | Bedienung der Schaltvorrichtungen mit der linken Hand, ohne das Lenkrad/Zubehör (Drehknopf, Drehgabel usw.) loszulassen            |
| 35.04         | Bedienung der Schaltvorrichtungen mit der rechten Hand, ohne das Lenkrad/Zubehör (Drehknopf, Drehgabel usw.) loszulassen           | – nicht verwendet – | Bedienung der Schaltvorrichtungen mit der rechten Hand, ohne das Lenkrad/Zubehör (Drehknopf, Drehgabel usw.) loszulassen           |
| 35.05         | Bedienung der Schaltvorrichtungen und Gas- und Bremsschaltung, ohne das Lenkrad/Zubehör (Drehknopf, Drehgabel usw.) loszulassen    | – nicht verwendet – | Bedienung der Schaltvorrichtungen und Gas- und Bremsschaltung, ohne das Lenkrad/Zubehör (Drehknopf, Drehgabel usw.) loszulassen    |
| 40            | Angepasste Lenkung | Angepasste Lenkung | Angepasste Lenkung |
| 40.01         | Standardservolenkung | – nicht verwendet – | Standardservolenkung |
| 40.02         | Verstärkte Servolenkung | – nicht verwendet – | Verstärkte Servolenkung |
| 40.03         | Lenkung mit Hilfssystem erforderlich                                                                                               | – nicht verwendet – | Lenkung mit Hilfssystem erforderlich                                                                                               |
| 40.04         | Verlängerte Lenksäule | – nicht verwendet – | Verlängerte Lenksäule |
| 40.05         | Angepasstes Lenkrad (mit verbreitertem und/oder verstärktem Teil, verkleinertem Lenkraddurchmesser usw.)                           | – nicht verwendet – | Angepasstes Lenkrad (mit verbreitertem und/oder verstärktem Teil, verkleinertem Lenkraddurchmesser usw.)                           |
| 40.06         | Höhenverstellbares Lenkrad | – nicht verwendet – | Höhenverstellbares Lenkrad |
| 40.07         | Senkrechtes Lenkrad | – nicht verwendet – | Senkrechtes Lenkrad |
| 40.08         | Waagerechtes Lenkrad | – nicht verwendet – | Waagerechtes Lenkrad |
| 40.09         | Fußlenkung | – nicht verwendet – | Fußlenkung |
| 40.10         | Andersartig angepasste Lenkung (Steuerknüppel usw.)                                                                                | – nicht verwendet – | Andersartig angepasste Lenkung (Steuerknüppel usw.)                                                                                |
| 40.11         | Drehknopf am Lenkrad | – nicht verwendet – | Drehknopf am Lenkrad |
| 40.12         | Drehgabel am Lenkrad | – nicht verwendet – | Drehgabel am Lenkrad |
| 40.13         | Mit Orthese, Tenodese | – nicht verwendet – | Mit Orthese, Tenodese |
| 42.           | Angepasste(r) Rückspiegel | Angepasste(r) Rückspiegel | Angepasste(r) Rückspiegel |
| 42.01         | (linker oder) rechter Außenrückspiegel                                                                                             | - nicht verwendet - | (linker oder) rechter Außenrückspiegel                                                                                             |
| 42.02         | Außenrückspiegel auf dem Kotflügel                                                                                                 | – nicht verwendet – | Außenrückspiegel auf dem Kotflügel                                                                                                 |
| 42.03         | Zusätzlicher Innenrückspiegel mit Sichterweiterung                                                                                 | – nicht verwendet – | Zusätzlicher Innenrückspiegel mit Sichterweiterung                                                                                 |
| 42.04         | Innenrückspiegel mit Rundsicht | – nicht verwendet – | Innenrückspiegel mit Rundsicht |
| 42.05         | Rückspiegel für toten Winkel | – nicht verwendet – | Rückspiegel für toten Winkel |
| 42.06         | Elektrisch bedienbare Außenrückspiegel                                                                                             | – nicht verwendet – | Elektrisch bedienbare Außenrückspiegel                                                                                             |
| 43            | Angepasster Führersitz | Angepasster Führersitz | Angepasster Lenkersitz |
| 43.01         | In der Höhe angepasster Führersitz in normalem Abstand zur Lenkung und zu den Pedalen                                              | – nicht verwendet – | In der Höhe angepasster Lenkersitz in normalem Abstand zur Lenkung und zu den Pedalen                                              |
| 43.02         | Der Körperform angepasster Sitz | – nicht verwendet – | Der Körperform angepasster Lenkersitz                                                                                              |
| 43.03         | Führersitz mit Seitenstützen zur Verbesserung der Sitzstabilität                                                                   | – nicht verwendet – | Lenkersitz mit Seitenstützen zur Verbesserung der Sitzstabilität                                                                   |
| 43.04         | Führersitz mit Armlehne | – nicht verwendet – | Lenkersitz mit Armlehne |
| 43.05         | Verlängerte Gleitschiene des Führersitzes                                                                                          | – nicht verwendet – | Verlängerte Gleitschiene des Lenkersitzes                                                                                          |
| 43.06         | Angepasster Sicherheitsgurt | – nicht verwendet – | Angepasster Sicherheitsgurt |
| 43.07         | Hosenträgergurt | – nicht verwendet – | Hosenträgergurt |
| 44.           | Anpassungen an Krafträdern (Verpflichtende Verwendung von Untercodes)                                                              | Anpassungen des Kraftrades | Anpassungen an Krafträdern (Verpflichtende Verwendung von Untercodes)                                                              |
| 44.01         | Einzeln gesteuerte Bremsen | Bremsbetätigung vorn/hinten mit einem Hebel | Einzeln gesteuerte Bremsen |
| 44.02         | (Angepasste) Handbremse (Vorder- und/oder Hinterrad)                                                                               | (Angepasste) handbetätigte Bremse | (Angepasste) Handbremse (Vorderrad)                                                                                                |
| 44.03         | (Angepasste) Fußbremse (Hinterrad)                                                                                                 | (Angepasste) fußbetätigte Bremse | (Angepasste) Fußbremse (Hinterrad)                                                                                                 |
| 44.04         | (Angepasster) Beschleunigungsmechanismus                                                                                           | (Angepasste) Beschleunigungsmechanismen | (Angepasster) Beschleunigungsmechanismus                                                                                           |
| 44.05         | (Angepasste) Handschaltung und Handkupplung                                                                                        | (Angepasste) Handschaltung und Handkupplung | (Angepasste) Handschaltung und Handkupplung                                                                                        |
| 44.06         | (Angepasste) Rückspiegel | (Angepasster) Rückspiegel | (Angepasste) Rückspiegel |
| 44.07         | (Angepasste) Bedienungselemente (Fahrtrichtungsanzeiger, Bremsleuchten, …)                                                         | (Angepasste) Kontrolleinrichtungen | (Angepasste) Bedienungselemente (Fahrtrichtungsanzeiger, Bremsleuchten, …)                                                         |
| 44.08         | Sitzhöhe muss im Sitzen die Berührung des Bodens mit beiden Füßen gleichzeitig ermöglichen                                         | Sitzhöhe muss im Sitzen die Berührung des Bodens mit beiden Füßen gleichzeitig ermöglichen                                                                                  | Sitzhöhe muss im Sitzen die Berührung des Bodens mit beiden Füßen gleichzeitig ermöglichen                                         |
| 45            | Kraftrad nur mit Seitenwagen | Kraftrad nur mit Beiwagen | Kraftrad nur mit Seitenwagen |
| 46            | Nur dreirädrige Kraftfahrzeuge | Nur dreirädrige Kraftfahrzeuge | Nur dreirädrige Kraftfahrzeuge |
| 50            | Beschränkung auf ein bestimmtes Fahrzeug (Angabe der Fahrgestellnummer)                                                            | Nur ein bestimmtes Fahrzeug (Fahrzeugidentifizierungsnummer) | Beschränkung auf ein bestimmtes Fahrzeug (Angabe der Fahrgestellnummer)                                                            |
| 51            | Beschränkung auf ein Fahrzeug (unter Angabe des amtlichen Kennzeichens)                                                            | Nur ein bestimmtes Fahrzeug (amtliches Kennzeichen) | Beschränkung auf ein Fahrzeug (unter Angabe des amtlichen Kennzeichens)                                                            |

| Schlüsselzahl                | Wortlaut Richtlinie 2006/126/EG i. V. m. 2012/36/EU | In der Fahrerlaubnisverordnung FeV Deutschland | In der Führerscheingesetz- Durchführungsverordnung Österreich |
| ---------------------------- | --- | --- | --- |
|                              | VERWALTUNGSANGELEGENHEITEN | – kein Eintrag – | VERWALTUNGSANGELEGENHEITEN |
| 70                           | Umtausch des Führerscheins Nummer … ausgestellt durch … (ECE Symbol im Falle eines Drittlandes; z. B. 70.0123456789.NL) | Umtausch des Führerscheins Nummer … ausgestellt durch … (EU-Unterscheidungszeichen, im Falle eines Drittlandes UNECE-Unterscheidungszeichen des Ausstellungsstaates; jedoch nur anzuwenden bei Umtausch auf Grund von Anlage 11) | Umtausch des Führerscheins Nummer … ausgestellt durch … (ECE Symbol im Falle eines Drittlandes; z. B. 70.0123456789.NL) |
| 71                           | Umschreibung des Führerscheins Nummer … (ECE-Symbol im Falle eines Drittlandes; z. B. 71.987654321.HR) | Umschreibung des Führerscheins Nummer … (EU-Unterscheidungszeichen, im Falle eines Drittlandes UNECE-Unterscheidungszeichen) | Umschreibung des Führerscheins Nummer … (ECE-Symbol im Falle eines Drittlandes; z. B. 71.987654321.HR) |
| 72                           | - weggefallen – (früher: Nur für Fahrzeuge der Klasse A mit einem Hubraum von höchstens 125 cm³ und einer Motorleistung von höchstens 11 kW (A1)) | - weggefallen – (früher: Nur für Fahrzeuge der Klasse A mit einem Hubraum von höchstens 125 cm³ und einer Motorleistung von höchstens 11 kW (A1)) - ersetzt durch Schlüsselzahl 79.05 - | (Anm.: aufgehoben durch BGBl. II Nr. 472/2012) |
| 73                           | Nur für vierrädrige Kraftfahrzeuge der Klasse B1 | Nur für vierrädrige Kraftfahrzeuge der Klasse B (B1) | Nur für vierrädrige Kraftfahrzeuge der Klasse B (B1) |
| 74                           | - weggefallen – (früher: Nur Fahrzeuge der Klasse C mit einer zulässigen Gesamtmasse von höchstens 7.500 kg (C1)) | - weggefallen – (früher: Nur Fahrzeuge der Klasse C mit einer zulässigen Gesamtmasse von höchstens 7.500 kg (C1)) | (Anm.: aufgehoben durch BGBl. II Nr. 472/2012) |
| 75                           | - weggefallen – (früher: Nur für Fahrzeuge der Klasse D mit höchstens 16 Sitzplätzen, außer dem Fahrersitz (D1)) | - weggefallen – (früher: Nur für Fahrzeuge der Klasse D mit höchstens 16 Sitzplätzen, außer dem Fahrersitz (D1)) | (Anm.: aufgehoben durch BGBl. II Nr. 472/2012) |
| 76                           | - weggefallen – (früher: Nur für Fahrzeugkombinationen, die aus einem Zugfahrzeug der Unterklasse C1 und einem Anhänger mit einer zulässigen Gesamtmasse von mehr als 750 kg bestehen, sofern die zulässige Gesamtmasse der Kombination 12.000 kg und die zulässige Gesamtmasse des Anhängers die Leermasse des Zugfahrzeugs nicht übersteigen (C1 + E))                                                                  | - weggefallen – (früher: Nur Fahrzeuge der Klasse C mit einer zulässigen Gesamtmasse von höchstens 7.500 kg (C1), die einen Anhänger mit einer zulässigen Gesamtmasse von mindestens 750 kg mitführen, sofern die zulässige Gesamtmasse der Fahrzeugkombination 12.000 kg und die zulässige Gesamtmasse des Anhängers die Leermasse des Zugfahrzeugs nicht übersteigen (C1 E)) | (Anm.: aufgehoben durch BGBl. II Nr. 472/2012) |
| 77                           | - weggefallen – (früher: Nur für Fahrzeugkombinationen, die aus einem Zugfahrzeug der Unterklasse D1 und einem Anhänger mit einer zulässigen Gesamtmasse von mehr als 750 kg bestehen, sofern a) die zulässige Gesamtmasse der Kombination 12.000 kg und die zulässige Gesamtmasse des Anhängers die Leermasse des Zugfahrzeugs nicht übersteigen, b) der Anhänger nicht zur Personenbeförderung verwendet wird (D1 + E)) | - weggefallen – (früher: Nur für Fahrzeuge der Kategorie D mit höchstens 16 Sitzplätzen, außer dem Fahrersitz (D1), die einen Anhänger mit einer zulässigen Gesamtmasse von mehr als 750 kg mitführen, sofern a) die zulässige Gesamtmasse der Fahrzeugkombination 12.000 kg und die zulässige Gesamtmasse des Anhängers die Leermasse des Zugfahrzeugs nicht übersteigen, b) der Anhänger nicht zur Personenbeförderung verwendet wird (D1E)) | (Anm.: aufgehoben durch BGBl. II Nr. 472/2012) |
| 78                           | Nur Fahrzeuge ohne Kupplungspedal (oder Schalthebel bei Fahrzeugen der Klassen A oder A1) | Nur Fahrzeuge ohne Kupplungspedal (oder Schalthebel bei Fahrzeugen der Klassen A oder A1) | Nur Fahrzeuge ohne Kupplungspedal (oder Schalthebel bei Fahrzeugen der Klasse A oder A1) |
| 79. (…)                      | Nur Fahrzeuge, die im Rahmen der Anwendung des Artikels 10 Absatz 1 der Richtlinie den in Klammern angegebenen Spezifikationen entsprechen. | Nur Fahrzeuge, die den in Klammern angegebenen Spezifikationen entsprechen, bei Anwendung von Artikel 13 der Richtlinie 2006/126/EG | Nur Fahrzeuge, die im Rahmen der Anwendung des Artikels 13 der Richtlinie 2006/126/EG den in Klammern angegebenen Spezifikationen entsprechen                                                                                    |
| 79 (C1E > 12.000 kg, L <= 3) | – nicht verwendet – | Beschränkung der Klasse CE auf Grund der aus der bisherigen Klasse 3 resultierenden Berechtigung zum Führen von dreiachsigen Zügen mit Zugfahrzeug der Klasse C1 und mehr als 12.000 kg Gesamtmasse und von Zügen mit Zugfahrzeug der Klasse C1 und zulassungsfreien Anhängern, wobei die Gesamtmasse mehr als 12.000 kg betragen kann und von dreiachsigen Zügen aus einem Zugfahrzeug der Klasse C1 und einem Anhänger, bei denen die zulässige Gesamtmasse des Anhängers die Leermasse des Zugfahrzeugs übersteigt (nicht durch C1E abgedeckter Teil). Die vorgenannten Berechtigungen gelten nicht für Sattelzüge mit einer zulässigen Gesamtmasse von mehr als 7,5 t. Der Buchstabe L steht in dieser Schlüsselung für die Anzahl der Achsen. | - nicht verwendet – |
| 79 (S1 <= 25/7.500 kg)       | – nicht verwendet – | Begrenzung der Klassen D und DE auf Kraftomnibusse mit 24 Fahrgastplätzen oder maximal 7.500 kg zulässiger Gesamtmasse, auch mit Anhänger. Die Angabe S1 steht in dieser Schlüsselung für die Anzahl der Sitzplätze, einschließlich Fahrersitz. | - nicht verwendet – |
| 79 (L <= 3)                  | – nicht verwendet – | Beschränkung der Klasse CE auf Kombinationen von nicht mehr als drei Achsen. Der Buchstabe L steht in dieser Schlüsselung für die Anzahl der Achsen. | - nicht verwendet – |
| 79.01                        | Beschränkung auf zweirädrige Kraftfahrzeuge mit oder ohne Beiwagen | Nur zweirädrige Fahrzeuge mit oder ohne Beiwagen | Beschränkung auf zweirädrige Kraftfahrzeuge mit und ohne Beiwagen |
| 79.02                        | Beschränkung auf dreirädrige Kraftfahrzeuge oder vierrädrige Leichtkraftfahrzeuge der Klasse AM | Nur dreirädrige Fahrzeuge der Klasse AM oder vierrädrige Leichtfahrzeuge der Klasse AM | Beschränkung auf dreirädrige Kraftfahrzeuge oder vierrädrige Leichtkraftfahrzeuge der Klasse AM |
| 79.03                        | Beschränkung auf dreirädrige Kraftfahrzeuge | nur dreirädrige Fahrzeuge | Beschränkung auf dreirädrige Kraftfahrzeuge |
| 79.04                        | Beschränkung auf dreirädrige Kraftfahrzeuge mit einem Anhänger mit einer höchstzulässigen Gesamtmasse von 750 kg | Nur Fahrzeugkombinationen aus dreirädrigen Fahrzeugen und einem Anhänger mit einer zulässigen Gesamtmasse von höchstens 750 kg | Beschränkung auf dreirädrige Kraftfahrzeuge mit einem Anhänger mit einer höchstzulässigen Gesamtmasse von 750 kg |
| 79.05                        | Krafträder der Klasse A1 mit einem Leistungsgewicht von mehr als 0,1 kW/kg | Krafträder der Klasse A1 mit einem Leistungsgewicht von mehr als 0,1 kW/kg | Krafträder der Klasse A1 mit einem Leistungsgewicht von mehr als 0,1 kW/kg |
| 79.06                        | Fahrzeuge der Klasse BE, bei denen die höchstzulässige Gesamtmasse des Anhängers 3 500 kg übersteigt | Fahrzeuge (Fahrzeugkombination) der Klasse BE, sofern die zulässige Gesamtmasse des Anhängers 3.500 kg übersteigt | Fahrzeuge der Klasse BE, bei denen die höchstzulässige Gesamtmasse des Anhängers 3.500 kg übersteigt |
| 80                           | Beschränkung auf Inhaber eines Führerscheins, der zum Führen von dreirädrigen Kraftfahrzeugen der Klasse A berechtigt ist und das 24. Lebensjahr nicht vollendet hat | Nur für Inhaber einer Fahrerlaubnis für dreirädrige Kraftfahrzeuge der Klasse A, die das 24. Lebensjahr noch nicht vollendet haben | Beschränkung auf Inhaber eines Führerscheins, der zum Führen von dreirädrigen Kraftfahrzeugen der Klasse A berechtigt ist und das 24. Lebensjahr nicht vollendet hat                                                             |
| 81                           | Beschränkung auf Inhaber eines Führerscheins, der zum Führen von zweirädrigen Kraftfahrzeugen der Klasse A berechtigt ist und das 21. Lebensjahr nicht vollendet hat | Nur für Inhaber einer Fahrerlaubnis für zweirädrige Krafträder der Klasse A, die das 21. Lebensjahr noch nicht vollendet haben | Beschränkung auf Inhaber eines Führerscheins, der zum Führen von zweirädrigen Kraftfahrzeugen der Klasse A berechtigt ist und das 21. Lebensjahr nicht vollendet hat                                                             |
| 90.01                        | nach links | – nicht verwendet – | nach links |
| 90.02                        | nach rechts | – nicht verwendet – | nach rechts |
| 90.03                        | links | – nicht verwendet – | links |
| 90.04                        | rechts | – nicht verwendet – | rechts |
| 90.05                        | Hand | – nicht verwendet – | Hand |
| 90.06                        | Fuß | – nicht verwendet – | Fuß |
| 90.07                        | verwendbar | – nicht verwendet – | verwendbar |
| 95                           | Kraftfahrer, der Inhaber eines Befähigungsnachweises ist und die Befähigungspflicht gemäß der Richtlinie 2003/59/EG bis zum … (z. B.: 95.01.01.2012) erfüllt | Kraftfahrerin/ Kraftfahrer, die/der Inhaberin/Inhaber eines Befähigungsnachweises ist und die Befähigungspflicht nach dem Gesetz über die Grundqualifikation und Weiterbildung der Kraftfahrerinnen und Kraftfahrer bestimmter Kraftfahrzeuge für den Güterkraft- oder Personenverkehr bis zum … erfüllt (z. B.: 95.01.01.2012). | Kraftfahrer, der Inhaber eines Befähigungsnachweises ist und die Befähigungspflicht gemäß Artikel 3 bis zum … erfüllt (zum Beispiel: 95.01.01.2012)                                                                              |
| 96                           | Fahrzeuge der Klasse B mit einem Anhänger mit einer höchstzulässigen Gesamtmasse von mehr als 750 kg, wobei die höchstzulässige Gesamtmasse dieser Fahrzeugkombination mehr als 3.500 kg, jedoch nicht mehr als 4.250 kg beträgt | Fahrzeugkombinationen aus Fahrzeugen der Klasse B und einem Anhänger mit einer zulässigen Gesamtmasse von mehr als 750 kg, sofern die zulässige Gesamtmasse einer derartigen Kombination mehr als 3.500 kg, jedoch nicht mehr als 4.250 kg beträgt. | Fahrzeuge der Klasse B mit einem Anhänger mit einer höchstzulässigen Gesamtmasse von mehr als 750 kg, wobei die höchstzulässige Gesamtmasse dieser Fahrzeugkombination mehr als 3.500 kg, jedoch nicht mehr als 4.250 kg beträgt |
| 97                           | Berechtigt nicht zum Führen eines Fahrzeugs der Klasse C1, das in den Geltungsbereich der Verordnung (EWG) Nr. 3821/85 des Rates vom 20. Dezember 1985 über das Kontrollgerät im Straßenverkehr (*) fällt | Berechtigt nicht zum Führen eines Fahrzeugs der Klasse C1, das in den Geltungsbereich der Verordnung (EWG) Nr. 3821/85 des Rates fällt | Berechtigt nicht zum Führen eines Fahrzeugs der Klasse C1, das in den Geltungsbereich der Verordnung (EWG) Nr. 3821/85 des Rates fällt                                                                                           |

### Nationale Schlüsselzahlen – Deutschland
| Schlüsselzahl | Nur in Deutschland gemäß Anlage 9 der Fahrerlaubnisverordnung (FeV) |
| 104           | Muss ein gültiges ärztliches Attest mitführen. |
| 171           | Klasse C1, gültig auch für Kraftfahrzeuge der Klasse D mit einer zulässigen Gesamtmasse von nicht mehr als 7.500 kg, jedoch ohne Fahrgäste |
| 172           | Klasse C, gültig auch für Kraftfahrzeuge der Klasse D, jedoch ohne Fahrgäste |
| 173           | Klasse C1E, gültig auch zum Mitführen von zulassungsfreien Anhängern bei einer Gesamt-Zugmasse von über 12 t (diese Schlüsselzahl wurde nur bis zum Jahre 2002 vergeben und danach im Rahmen der weiteren Harmonisierungen in die Schlüsselzahl 79 integriert.) |
| 174           | Klasse L, gültig auch zum Führen von Zugmaschinen mit einer durch die Bauart bestimmten Höchstgeschwindigkeit von nicht mehr als 40 km/h, auch mit einachsigem Anhänger (wobei Achsen mit einem Abstand von weniger als 1 m voneinander als eine Achse gelten) sowie Kombinationen aus diesen Zugmaschinen und Anhängern, wenn sie mit einer Geschwindigkeit von nicht mehr als 25 km/h geführt werden |
| 175           | Klasse L, auch gültig zum Führen von Kraftfahrzeugen mit einer durch die Bauart bestimmten Höchstgeschwindigkeit von nicht mehr als 25 km/h und zum Führen von Kraftfahrzeugen mit Ausnahme der zu den Klassen A, A1, A2 und AM gehörenden mit einem Hubraum von nicht mehr als 50 cm³ |
| 176           | Auflage: Bis zum Erreichen des 18. Lebensjahres nur Fahrten im Rahmen des Ausbildungsverhältnisses |
| 177           | Beschränkungen, Nebenbestimmungen und Zusatzangaben nach mitzuführendem Anhang zum Führerschein |
| 178           | Auflage zur Klasse D oder D1: Nur Fahrten im Linienverkehr |
| 179           | Auflage: Klasse D1 nur für Fahrten, bei denen überwiegend Familienangehörige befördert werden |
| 180           | weggefallen, vormals: Bis zum Erreichen des 21. Lebensjahres nur Fahrten im Inland und im Rahmen eines Ausbildungsverhältnisses in einem bestimmten Ausbildungsberuf |
| 181           | Klasse T, nur gültig für Kraftfahrzeuge der Klasse S (seit dem 19.01.2013 Klasse AM) |
| 182           | Auflage zu den Klassen D1, D1E, D, DE: Bis zum Erreichen des 21. Lebensjahres nur Fahrten im Inland und im Rahmen des Ausbildungsverhältnisses in dem staatlich anerkannten Ausbildungsberuf „Berufskraftfahrer/Berufskraftfahrerin“ oder „Fachkraft im Fahrbetrieb“ oder einem staatlich anerkannten Ausbildungsberuf, in dem vergleichbare Fertigkeiten und Kenntnisse zum Führen von Kraftfahrzeugen auf öffentlichen Straßen vermittelt werden. Die Auflage, nur im Rahmen des Ausbildungsverhältnisses von der Fahrerlaubnis Gebrauch zu machen, entfällt nach Abschluss der Ausbildung auch vor Erreichen des 21. Lebensjahres. |
| 183           | weggefallen, vormals: Auflage zu den Klassen D, DE: Bis zum Erreichen des 20. Lebensjahres nur zur Personenbeförderung im Linienverkehr nach den §§ 42, 43 des Personenbeförderungsgesetzes bei Linienlängen von bis zu 50 Kilometer im Inland und im Rahmen des Ausbildungsverhältnisses in dem staatlich anerkannten Ausbildungsberuf „Berufskraftfahrer/Berufskraftfahrerin“ oder „Fachkraft im Fahrbetrieb“ oder einem staatlich anerkannten Ausbildungsberuf, in dem vergleichbare Fertigkeiten und Kenntnisse zum Führen von Kraftfahrzeugen auf öffentlichen Straßen vermittelt werden. Die Auflage, nur im Rahmen des Ausbildungsverhältnisses von der Fahrerlaubnis Gebrauch zu machen, entfällt nach Abschluss der Ausbildung auch vor Erreichen des 20. Lebensjahres. |
| 184           | Auflagen: Bis zur Vollendung des 18. Lebensjahres Kraftfahrzeuge der Klasse B (und, sofern in der Prüfungsbescheinigung nicht durchgestrichen, der Klasse BE) - 1. nur in Begleitung einer in der Prüfungsbescheinigung nach Anlage 8a namentlich benannten Person und - 2. nur, wenn die in der Prüfungsbescheinigung nach Anlage 8a namentlich benannte Person - a) Inhaber einer gültigen Fahrerlaubnis der Klasse B oder einer entsprechenden deutschen, einer EU/EWR- oder schweizerischen Fahrerlaubnis ist; die Fahrerlaubnis ist durch einen gültigen Führerschein nachzuweisen, der während des Begleitens mitzuführen und zur Überwachung des Straßenverkehrs berechtigten Personen auf Verlangen auszuhändigen ist, - b) nicht 0,25 mg/l oder mehr Alkohol in der Atemluft oder 0,5 Promille oder mehr Alkohol im Blut oder eine Alkoholmenge im Körper hat, die zu einer solchen Atem- oder Blutalkoholkonzentration führt und - c) nicht unter der Wirkung eines in der Anlage zu § 24a des Straßenverkehrsgesetzes genannten berauschenden Mittels steht. Nummer 2 Buchstabe c gilt nicht, wenn die Substanz aus der bestimmungsgemäßen Einnahme eines für einen konkreten Krankheitsfall verschriebenen Arzneimittels herrührt. |
| 185           | Auflagen zu den Klassen C und CE: Bis zur Vollendung des 21. Lebensjahres nur - 1. bei Fahrten im Inland und - 2. im Rahmen des Ausbildungsverhältnisses in dem staatlich anerkannten Ausbildungsberuf „Berufskraftfahrer/Berufskraftfahrerin“ oder „Fachkraft im Fahrbetrieb“ oder einem staatlich anerkannten Ausbildungsberuf, in dem vergleichbare Fertigkeiten und Kenntnisse zum Führen von Kraftfahrzeugen auf öffentlichen Straßen vermittelt werden. Die Auflagen nach Nummer 1 und 2 entfallen, auch vor Vollendung des 21. Lebensjahres, wenn der Fahrerlaubnisinhaber die Berufsausbildung abgeschlossen hat. |
| 186           | Auflagen zu den Klassen D1 und D1E: Bis zur Vollendung des 21. Lebensjahres nur 1. bei Fahrten im Inland und 2. im Rahmen des Ausbildungsverhältnisses in dem staatlich anerkannten Ausbildungsberuf „Berufskraftfahrer/Berufskraftfahrerin“ oder „Fachkraft im Fahrbetrieb“ oder einem staatlich anerkannten Ausbildungsberuf, in dem vergleichbare Fertigkeiten und Kenntnisse zum Führen von Kraftfahrzeugen auf öffentlichen Straßen vermittelt werden. Die Auflage nach Nummer 1 entfällt, wenn der Fahrerlaubnisinhaber das 21. Lebensjahr vollendet hat. Die Auflage nach Nummer 2 entfällt, wenn der Fahrerlaubnisinhaber das 21. Lebensjahr vollendet oder die Berufsausbildung abgeschlossen hat. |
| 187           | Auflagen zu den Klassen D und DE: Bis zur Vollendung des 24. Lebensjahres nur 1. bei Fahrten im Inland, 2. im Rahmen des Ausbildungsverhältnisses in dem staatlich anerkannten Ausbildungsberuf „Berufskraftfahrer/Berufskraftfahrerin“ oder „Fachkraft im Fahrbetrieb“ oder einem staatlich anerkannten Ausbildungsberuf, in dem vergleichbare Fertigkeiten und Kenntnisse zum Führen von Kraftfahrzeugen auf öffentlichen Straßen vermittelt werden und 3. bei Fahrten zur Personenbeförderung im Linienverkehr nach den §§ 42, 43 und 44 Personenbeförderungsgesetz bei Linienlängen von bis zu 50 Kilometern oder bei Fahrten ohne Fahrgäste. Die Auflage nach Nummer 1 entfällt, wenn der Fahrerlaubnisinhaber das 21. Lebensjahr vollendet und die Berufsausbildung abgeschlossen hat. Die Auflage nach Nummer 2 entfällt, wenn der Fahrerlaubnisinhaber die Berufsausbildung abgeschlossen hat. Die Auflage nach Nummer 3 entfällt, wenn der Fahrerlaubnisinhaber das 20. Lebensjahr vollendet hat. |
| 188           | Auflage zu der Klasse C: Bis zur Vollendung des 21. Lebensjahres nur im Inland und nur bei Einsatzfahrten oder vom Vorgesetzten angeordneten Übungsfahrten und Schulungsfahrten mit Einsatzfahrzeugen der Feuerwehr, der Polizei, der nach Landesrecht anerkannten Rettungsdienste, des Technischen Hilfswerks und sonstiger Einheiten des Katastrophenschutzes. |
| 189           | Auflage zu der Klasse D: Bis zur Vollendung des 24. Lebensjahres nur im Inland und nur bei Einsatzfahrten oder vom Vorgesetzten angeordneten Übungsfahrten und Schulungsfahrten mit Einsatzfahrzeugen der Feuerwehr, der Polizei, der nach Landesrecht anerkannten Rettungsdienste, des Technischen Hilfswerks und sonstiger Einheiten des Katastrophenschutzes. |
| 190           | Auflage zu der Klasse C: Bis zur Vollendung des 21. Lebensjahres nur im Inland und nur für das Führen von Fahrzeugen, die zu Reparatur- oder Wartungszwecken in gewerbliche Fahrzeugwerkstätten verbracht und dort auf Anweisung eines Vorgesetzten Prüfungen auf der Straße unterzogen werden. |
| 191           | Auflage zu der Klasse D: Bis zur Vollendung des 24. Lebensjahres nur im Inland und nur für das Führen von Fahrzeugen, die zu Reparatur- oder Wartungszwecken in gewerbliche Fahrzeugwerkstätten verbracht und dort auf Anweisung eines Vorgesetzten Prüfungen auf der Straße unterzogen werden. |
| 192           | weggefallen, vormals: Berechtigt abweichend von § 6 Absatz 1 der Fahrerlaubnis-Verordnung zum Führen von Fahrzeugen der Fahrerlaubnisklasse B, deren zulässige Gesamtmasse 3 500 kg übersteigt, jedoch nicht mehr als 4 250 kg beträgt, soweit die Fahrzeuge - elektrisch betrieben und - im Bereich Gütertransport eingesetzt sind und der Inhaber der Fahrerlaubnis an einer zusätzlichen Fahrzeugeinweisung teilgenommen hat. |
| 194           | weggefallen, vormals: Klasse B berechtigt im Inland a) bis zur Vollendung des 21. Lebensjahres zum Führen von dreirädrigen Kraftfahrzeugen der Klasse A1 b) nach Vollendung des nach Buchstabe a vorgeschriebenen Mindestalters zum Führen von dreirädrigen Kraftfahrzeugen der Klasse A. Die Schlüsselzahl 194 wurde nur an Inhaber der Fahrerlaubnis der Klasse B, die zwischen 19.01.2013 – 28.12.2016 erteilt wurden, vergeben. Sie hat lediglich deklaratorischen Charakter und ist seit dem Einfügen des § 6 Abs. 3a FeV obsolet. § 6 Abs. 3a FeV regelt, dass die Bestimmungen der Schlüsselzahl 194 auch ohne die eingetragene Schlüsselzahl 194 für die Fahrerlaubnisklasse B gelten. |
| 195           | Auflage zu der Klasse AM: Bis zur Vollendung des 16. Lebensjahres nur im Inland. |
| 196           | Im Inland [Deutschland] Krafträder (auch mit Beiwagen) mit einem Hubraum von bis zu 125 cm³, einer Motorleistung von nicht mehr als 11 kW, bei denen das Verhältnis der Leistung zum Gewicht 0,1 kW/kg nicht übersteigt. Auflagen: Mindestens 25 Jahre, Besitz der Pkw-Klasse B für mindestens 5 Jahre, 4 theoretische und 5 praktische Doppelstunden (90 Minuten), Keine Prüfung erforderlich |
| 197           | Die Prüfung wurde auf einem Kraftfahrzeug mit Automatikgetriebe abgelegt und eine praktische Ausbildung zum Führen von Fahrzeugen der Klasse B mit Schaltgetriebe wurde absolviert (§ 17a FeV). |

Die nationalen deutschen Schlüsselzahlen 171 bis 175 sowie 178 und 179 dürfen nur bei der Umstellung von Fahrerlaubnissen, die bis zum 31. Dezember 1998 und in den Fällen des § 76 Nr. 11c FeV erteilt worden sind, verwendet werden (Anlage 9 FeV).
Die nationale deutsche Schlüsselzahl 182 darf nur bei der Umstellung von Fahrerlaubnissen, die bis zum 18. Januar 2013 und in den Fällen des § 76 Nummer 11c FeV erteilt worden sind, verwendet werden.

### Nationale Schlüsselzahlen – Österreich
| Schlüsselzahl | Nur in Österreich gemäß § 2 der Führerscheingesetz-Durchführungsverordnung FSG-DV |
| 104           | Lenkberechtigung ist aufgrund ärztlicher Kontrolluntersuchungen gemäß § 2 Abs. 3 letzter Satz der Führerscheingesetz-Gesundheitsverordnung (FSG-GV) zu verlängern. |
| 105           | Lenkberechtigung der Klasse C berechtigt zum Lenken von unbesetzten Fahrzeugen der Klasse D innerhalb Österreichs (ab TT.MM.JJJJ); entfällt seit Inkrafttreten der 7. Novelle der Führerscheingesetz-Durchführungsverordnung (FSG-DV) am 1. November 2008. Die Berechtigung ist jedoch unter bestimmten Voraussetzungen auch ohne den Code möglich. |
| 110           | Verlängerung der Probezeit |
| 110.01        | erste Verlängerung der Probezeit bis (TT.MM.JJJJ) |
| 110.02        | zweite Verlängerung der Probezeit bis (TT.MM.JJJJ) |
| 110.03        | dritte Verlängerung der Probezeit bis (TT.MM.JJJJ) |
| 111           | Berechtigung zum Lenken von Krafträdern [in Österreich] gemäß § 2 Abs. 1 Z 2 lit. c FSG |
| 112           | entfallen am 1. Jänner 2021: Berufskraftfahrer gemäß § 15 Abs. 1 Z 2 Betriebsordnung für den nicht linienmäßigen Personenverkehr – BO 1994; BGBl.Nr. 951/1993 idF. BGBl. Nr. 1028/1994 |
| 113           | entfallen am 1. Jänner 2021: Gewerbeprüfung Personenbeförderung gemäß § 15 Abs. 1 Z 2 BO 1994 |
| 114           | Lenkberechtigung für dreirädrigen Kraftfahrzeugen mit einer Lenkberechtigung für die Klasse B vor dem 21. Geburtstag |
| 115           | Lenkberechtigung zum Lenken von (allen) Motorrädern mit einer Motorleistung von nicht mehr als 25 kW und einem Verhältnis von Leistung/Leergewicht von nicht mehr als 0,16 kW/kg mit einer Lenkberechtigung für die Klasse A2 |
| 116           | Lenkberechtigung zum Lenken von vierrädrigen Kraftfahrzeugen mit einer Eigenmasse von nicht mehr als 400 kg mit einer Lenkberechtigung für die Klasse A |

### Nationale Schlüsselzahlen – Schweiz
→ Führerausweis und Fahrberechtigung (Schweiz)

### Nationale Schlüsselzahlen – Großbritannien
| Schlüsselzahl | Großbritannien                                                                                       | Übersetzung                                               |
| 101           | not for hire or reward (that is, not to make a profit)                                               | nicht gewerbsmäßig                                        |
| 102           | drawbar trailers only                                                                                | Nur Deichselanhänger                                      |
| 103           | subject to certificate of competence                                                                 |                                                           |
| 105           | vehicle not more than 5.5 metres long                                                                | nicht länger als 5,5 m                                    |
| 106           | restricted to vehicles with automatic transmissions                                                  | nur Automatikgetriebe                                     |
| 107           | not more than 8,250 kilograms                                                                        | nicht mehr als 8.250 kg                                   |
| 108           | subject to minimum age requirements                                                                  | Mindestalter beachten                                     |
| 110           | limited to transporting persons with restricted mobility                                             | begrenzt auf Transport mobilitätseingeschränkter Personen |
| 111           | limited to 16 passenger seats                                                                        | maximal 16 Fahrgastsitze                                  |
| 113           | limited to 16 passenger seats except for automatics                                                  | maximal 16 Fahrgastsitze, außer bei Automatikgetriebe     |
| 114           | with any special controls required for safe driving                                                  |                                                           |
| 115           | organ donor                                                                                          | Organspender                                              |
| 118           | start date is for earliest entitlement                                                               |                                                           |
| 119           | weight limit for vehicle does not apply                                                              | Keine Anwendung des Gewichtslimits der jeweiligen Klasse  |
| 121           | restricted to conditions specified in the Secretary of State’s notice                                |                                                           |
| 122           | valid on successful completion: Basic Moped Training Course. This does not apply to trial e-scooters |                                                           |
| 125           | tricycles only (for licences issued before 29 June 2014)                                             | Nur für dreirädrige Kraftfahrzeuge (Trikes)               |